# Gladys Afamado
Gladys Afamado (Montevideu, 24 de maio de 1925 – 29 de dezembro de 2024) foi uma poeta, artista plástica e gravurista uruguaia. Membra do Clube de Gravurismo de Montevideu desde 1954, Gladys contribuiu para muitas das suas edições mensais e almanaques. Mais tarde, arriscou em entrar em diferentes formas de arte plástica, e nos últimos anos tem sido reconhecida pelo seu trabalho em arte digital

## Biografia
Gladys Afamado foi a segunda de cinco filhos de Isaac Isidoro Afamado, um imigrante judeu que vivia em Montevideo, e da sua mulher, Julia, filha de imigrantes italianos, nascida em Dolores, Soriano.

## Morte
Afamado morreu no dia 29 de dezembro de 2024, aos 99 anos.